# 伦斯基湾
伦斯基湾（俄语：Лун(ь)ский Залив）是萨哈林岛东岸中北部的海湾，属萨哈林州诺格利基区，处自然保护区内。该海湾紧邻大陆架采油区，油气资源丰富。长约17公里，面积225.82平方公里。名字来源于尼夫赫语的“лунъюдь（出声）”或“Лунь-во（风咆哮的村）”。年均气温-1.3℃~-1.8℃，寒冷期180到200天。